# Ozarba captata
Ozarba captata là một loài bướm đêm trong họ Noctuidae.